# Jan Berg
Jan Berg (ur. 14 maja 1965 w Molde) – norweski piłkarz występujący na pozycji pomocnika. Brat innego piłkarza, Odda Berga.

## Kariera klubowa
Berg karierę rozpoczynał w 1981 roku w drugoligowym Molde FK. W sezonie 1981 awansował z zespołem z do pierwszej ligi, ale w sezonie 1982 spadł z nim do drugiej ligi. W tamtym sezonie dotarł też do finału Pucharu Norwegii. W sezonie 1983 ponownie awansował z Molde do pierwszej ligi. W sezonie 1987 wywalczył z nim wicemistrzostwo Norwegii.
Pod koniec 1988 roku Berg przeszedł do hiszpańskiego Elche CF. W Primera División zadebiutował 29 stycznia 1989 w wygranym 1:0 meczu z Realem Valladolid. 13 maja 1989 w przegranym 2:3 pojedynku z Valencią strzelił pierwszego gola w Primera División. Po spadku Elche do Segunda División w sezonie 1988/1989, Berg przeszedł do pierwszoligowego Rayo Vallecano. W sezonie 1989/1990 spadł z nim do Segunda División.
W 1991 roku wrócił do Molde. W sezonie 1993 spadł z nim do drugiej ligi, a w sezonie 1994 zdobył Puchar Norwegii. Wtedy też awansował do pierwszej ligi. W 1995 roku Berg zakończył karierę.

## Kariera reprezentacyjna
W reprezentacji Norwegii Berg zadebiutował 13 listopada 1982 wygranym 1:0 towarzyskim meczu z Kuwejtem. W latach 1982–1990 w drużynie narodowej rozegrał 15 spotkań.
W 1984 roku znalazł się w kadrze na Letnie Igrzyska Olimpijskie, zakończone przez Norwegię na fazie grupowej.